# Egerski ajalet
Egerski ajalet ili Egerski pašaluk (tur. Eyâlet-i Egir) je bio jedna od administrativnih jedinica Osmanskog Carstva. Formiran je 1596. godine, a uključivao je sljedeće sandžake: 
- Segedin
- Szolnok
- Szécsény
- Hatvan
- Kerman
- Nograd
- Fülek

Ajalet je uključivao dijelove današnjih država: Srbije, Mađarske i Slovačke, a sjedište mu je bio grad Eger.